# Brian Pintado
Brian Daniel Pintado Álvarez, född 29 juli 1995 i Cuenca, är en ecuadoriansk friidrottare som tävlar i gång.

## Karriär
Brian Pintado deltog vid OS 2016 och vid OS 2020 där han placerade sig på plats 37 respektive plats 12 i herrarnas 20 kilometer gång. Vid VM 2023 i Budapest tog han silver på 35 kilometer gång. Vid OS 2024 tog han guld på den individuella gången 20 kilometer och silver tillsammans med Glenda Morejón på den mixade lagtävlingen.